# Museo storico archeologico di Savona
Il Civico Museo Archeologico e della Città di Savona è un museo inaugurato nel 1990, con sede a Savona.
Si trova nella fortezza del Priamar ed è collocato al piano terra e al primo piano del palazzo della Loggia, oggetto di campagne di scavo (condotte dall'Istituto Internazionale di Studi Liguri) che hanno permesso l'acquisizione di importanti dati relativi alla storia del promontorio roccioso del Priamàr su cui sorgeva la città antica. Il museo è gestito da Istituto Internazionale di Studi Liguri.
Il 92% dei reperti esposti in Museo proviene dalle campagne di scavi archeologici condotte dall'Istituto Internazionale di Studi Liguri a Savona, nell'area della Fortezza e in altre zone della Città, su concessione del Ministero della Cultura.

## Allestimento del Museo
Il Civico Museo Archeologico e della Città di Savona  è stato inaugurato il 7 aprile del 1990 in occasione della riapertura al pubblico di una parte del complesso del Priamàr e ha sede nella quattrocentesca “Loggia del Castello Nuovo”, all’interno del complesso monumentale del Priamàr di Savona. 
Il Museo, collocato al piano terra e al primo piano del Palazzo della Loggia, unisce la suggestione del percorso archeologico con alcune suggestive aree di scavo lasciate in vista. 
L’allestimento, curato da Guido Canali e dall'Istituto Internazionale di Studi Liguri su finanziamento del Comune e della Cassa di Risparmio di Savona, si pone in una prospettiva di continuo rinnovamento per adeguare i contenuti scientifici ai nuovi dati forniti grazie alle ricerche archeologiche che da oltre sessant’anni l'Istituto di Studi Liguri conduce sul Priamàr e in altri siti del territorio di Savona. Una efficace integrazione tra spazio museale e aree archeologiche lasciate in vista permette al visitatore di seguire un percorso a ritroso nel tempo sia attraversando ambienti che in età successive ebbero funzioni diverse, sia mediante l’esposizione di reperti ordinati cronologicamente.
Il Museo fa parte del circuito MUSA (Civici Musei Savona), è inserito nella rete dei musei della Regione Liguria e della Provincia di Savona ed è attualmente inserito anche nell’articolato Sistema Museale dell’Istituto Internazionale di Studi Liguri, ente scientifico che (oltre all’importante attività di ricerca e studio) gestisce il più importante sistema museale del Ponente ligure.
Piano terra
Dalla medievale Sala ad Ombrello, sede della biglietteria e degli spazi di accoglienza, si passa nella seconda sala nella quale, oltre a una sezione di mosaici, rilievi marmorei, vetri e ceramiche d’età romana sono esposti i reperti più antichi: le vecchie collezioni con materiali di provenienza eterogenea e i reperti rinvenuti negli scavi archeologici sul Priamàr, dall’età protostorica al periodo tardo-antico e alto-medievale (scavi eseguiti dall’Istituto Internazionale di Studi Liguri nel ventennio 1969-1989, su concessione del Ministero dei Beni Culturali). Di grande suggestione è la visita all’area di scavo della necropoli bizantina (IV-VII sec d.C.) dove è possibile vedere le tracce del villaggio dei Liguri Sabazi e delle prime fasi di insediamento dell’area all’interno delle strutture pertinenti al palazzo medievale della Loggia. Nel 2019 nella Sala ad Ombrello è stato allestito il nuovo settore dedicato all’ antica cattedrale di Savona (VII-XVI sec. d.C., chiusa al culto nel 1543 e poi distrutta nel 1595, per l’ampliamento della Fortezza genovese: dal 1956 l’Istituto Internazionale di Studi Liguri ne sta portando alla luce quanto ancora è conservato nel sottosuolo, con sistematiche campagne di scavi archeologici, su concessione del Ministero dei Beni Culturali).
Primo piano
L’esposizione del primo piano (ri-allestita completamente ex novo nel 2013-2014 dall'Istituto Internazionale di Studi Liguri) è interamente dedicata all’illustrazione della storia della città attraverso le testimonianze archeologiche e storico-artistiche di età medievale e moderna rinvenute nel corso delle indagini archeologiche condotte sul Priamàr e in altre aree di Savona. Il filo conduttore dell’allestimento è costituito dalla ceramica: sono esposti numerosi esempi di importazioni che testimoniano l’intenso commercio marittimo della città medievale con il bacino del Mediterraneo. Il percorso prosegue con l’esposizione, in sequenza cronologica, di ceramiche di produzione locale attestate a partire dalla fine del XII secolo, che fanno di Savona uno dei più importanti centri produttivi di età medievale.
Due sezioni sono dedicate al complesso della chiesa e del convento di San Domenico, e al relativo quartiere medievale, e alla contrada dei Cassari. Le ricerche hanno consentito la ricostruzione della vita dei due quartieri medievale e delle loro attività artigianali. Un’altra sezione è dedicata ai dieci oratori delle Confraternite che fino al 1542 sorgevano sul Priamàr: tutto il quartiere della città scomparve negli anni 1542-1544, per la costruzione della Fortezza imposta da Genova; gli ampliamenti sei-settecenteschi della Fortezza causarono successive ulteriori distruzioni dell'abitato.  Da segnalare alcuni pregevoli pezzi, alcuni di proprietà dell'Istituto Internazionale di Studi Liguri e diversi altri frutto delle donazioni di collezionisti al Centro Ligure per la storia della Ceramica: si tratta di ceramiche di produzione ligure di XVII – XIX secolo.

## Galleria d'immagini

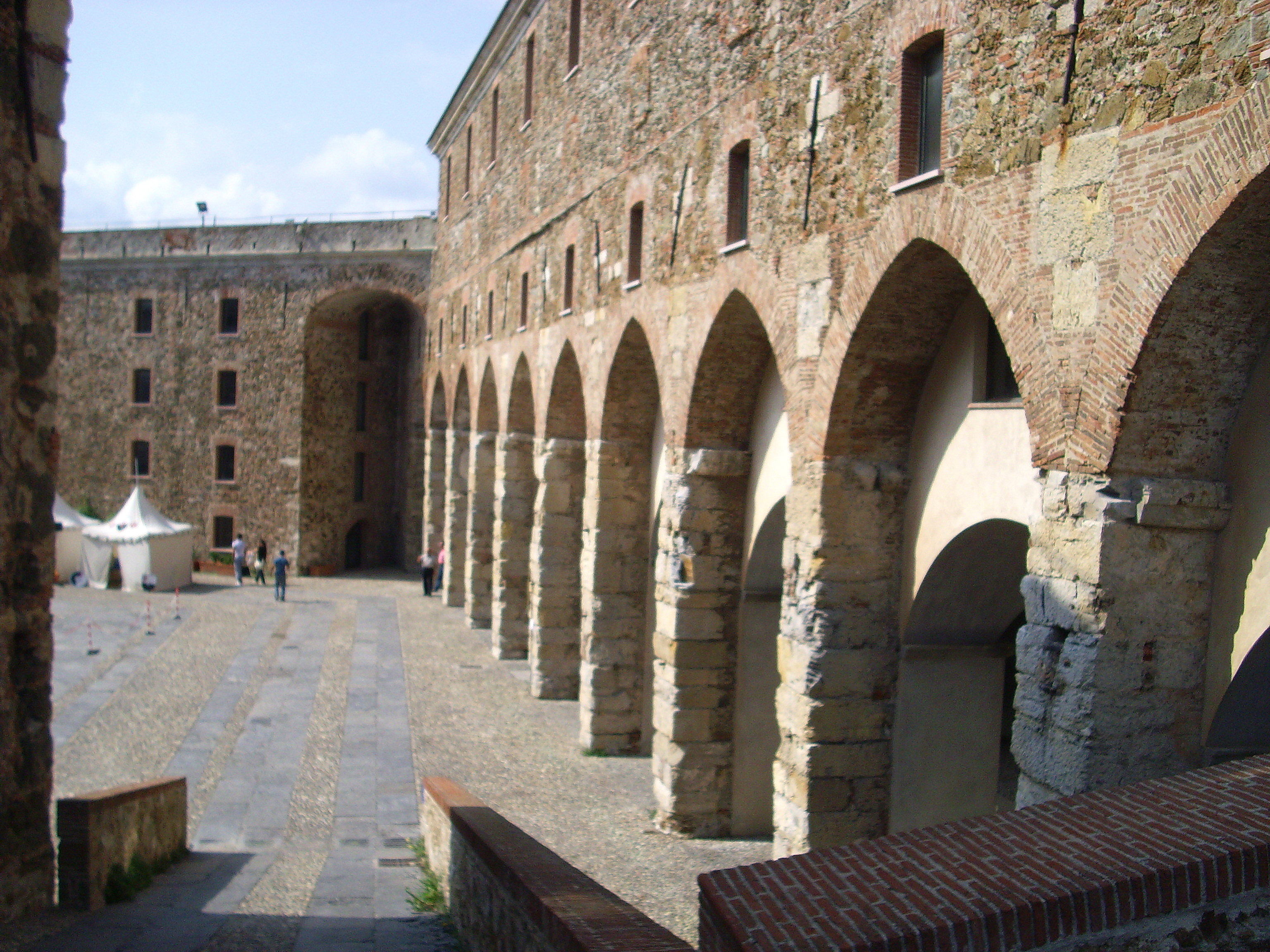
La vista del palazzo della Loggia
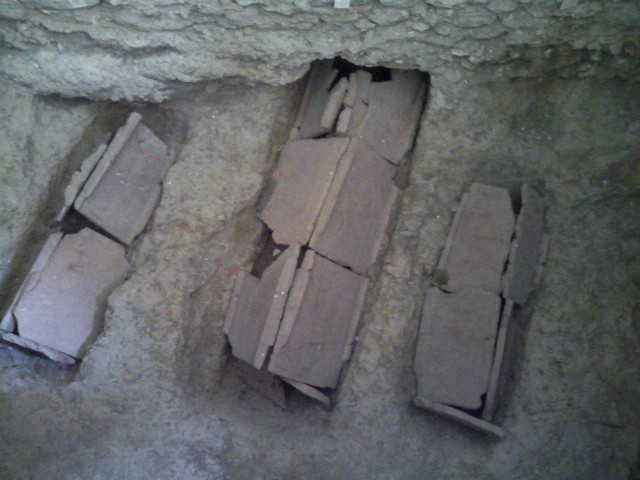
Arae archeologica con le tombe dal VI e VII secolo a.C